# Glyptothecium sciuroides
Glyptothecium sciuroides là một loài rêu trong họ Ptychomniaceae. Loài này được (Hook.) Broth. mô tả khoa học đầu tiên năm 1925.